# Jul i stian
Jul i stian är ett julalbum från 2000 av Jönköpingsgruppen Tre små grisar.

## Låtlista
1. Helgdagskväll i Friaredalen (Göran Hallqvist, Håkan Bülow)
2. Staffansvisa från Torpaplan (Göran Hallqvist)
3. Tomtens skurpulvervals (Sten Bergkvist)
4. Tomten/ That Night in Bethlehem Viktor Rydberg)
5. Å julefrid vart tog du vägen (Göran Hallqvist, Håkan Bülow)
6. Decemberljus (Anders Tellander)
7. Skära, skära havre/Sju vackra gojjer i en ring

## Medverkande

### Tre små grisar
- Göran Hallqvist – sång, recitation, mandolin, balalajka, tinwhistle, tvättbräda, baksidefoto
- Anders Tellander – sång, gitarr, kontrabas
- Håkan Bülow – sång, gitarr, kontrabas

### Gäster
- Torbjörn Martinsson – producent, tekniker, rytmer
- Tom Edberg – tvärflöjt, piccoloaflöjt, triangel
- Lasse Persson – klaviaturer
- Helen Lamstad och Kristina Lamstad – sång
- Anders Ruberg – recitation
- Mart Hallek – fiol
- Annica Sjöstrand – Sofiakyrkans klockspel
- Mimmi och Funny – skall
- Thomas Lundksit – omslagsbild
- Putte Merkert – baksidefoto, grafisk formgivning

### Fotnoter
1. ↑  ”Jul i stian”. Svensk mediedatabas. 2 mars 2000. http://smdb.kb.se/catalog/id/001546734. Läst 1 januari 2014.